# Kloster Ballinasmale

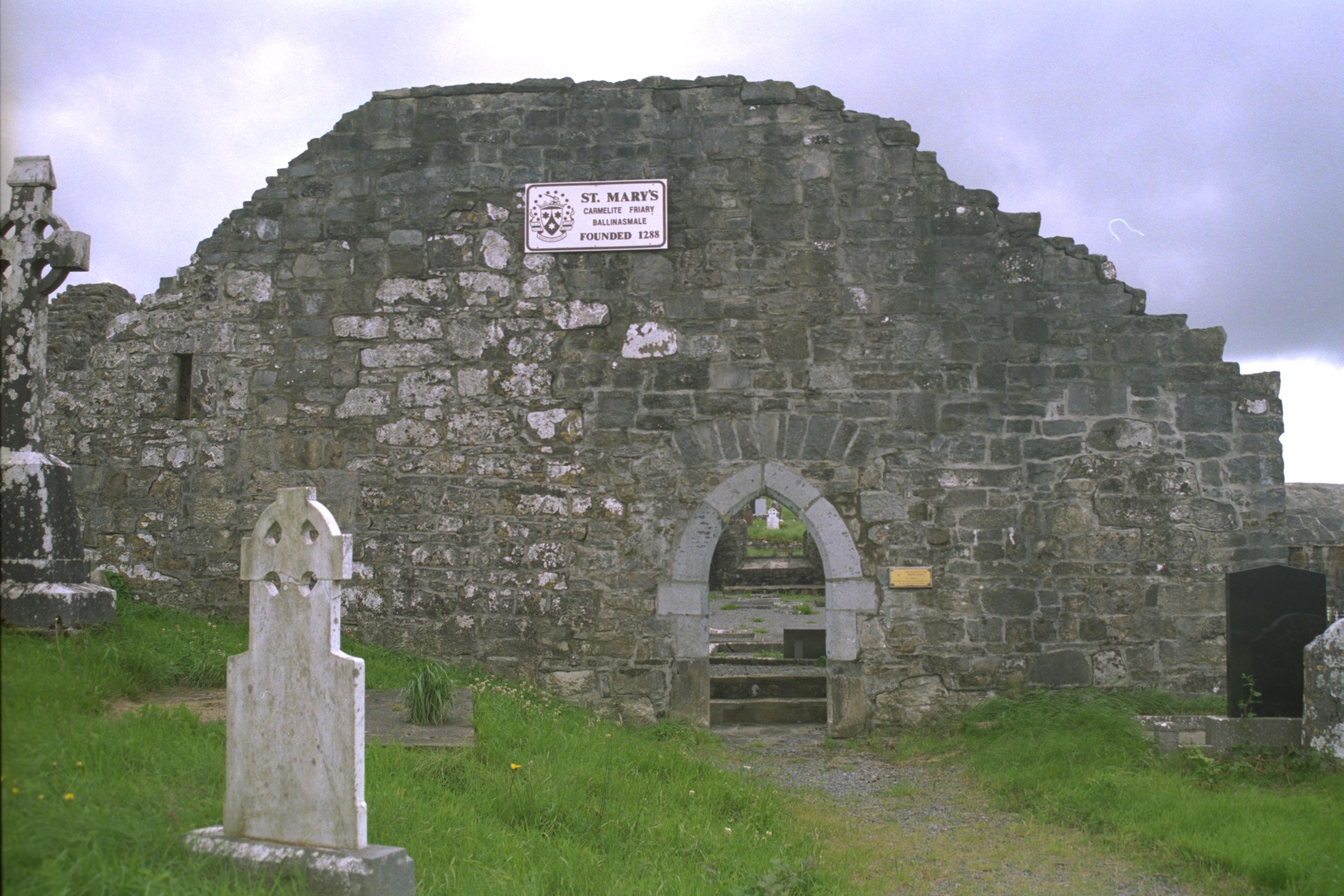
Westliche Ansicht auf den Eingang zum Kloster

Das im 13. Jahrhundert gegründete und der Jungfrau Maria geweihte Kloster Ballinasmale (auch Ballinasmall, lateinisch Monasterium Smalense, irisch Baile an Smálaigh) gehört zu den frühesten Häusern der Karmeliten in Irland. Es liegt etwa fünf Kilometer entfernt von Knock im County Mayo und gehört zur Diözese Tuam.

## Gründung
Entsprechend den Angaben von Thomas Burke in seinem Werk Hibernia Dominicana wurde das Kloster im 13. Jahrhundert von der Familie Prendergast gegründet, die um 1240 bereits das Augustiner-Stift in Enniscorthy gegründet hatte. Zum Kloster gehörte etwas Land und eine Mühle. In den umfangreichen handschriftlichen Aufzeichnungen des 1962 verstorbenen Karmeliten Fintan O’Brien wird der Gründungszeitpunkt auf die Jahre 1288 oder 1289 eingegrenzt. Es sind keine Belege dafür überliefert, aber die Arbeit von O’Brien wurde von Aubrey Gwynn und Peter O’Dwyer als zuverlässig eingeschätzt.

## Reformation
Trotz der 1536 beginnenden Reformation und der damit verbundenen Auflösung der Klöster blieb Ballinasmale zunächst erhalten. 1541 wurde mit Eugene MacBrehon einer der Karmeliten aus Ballinasmale von Papst Paul III. zum Bischof von Mayo ernannt und während der Regentschaft von Maria I. auch von der englischen Krone anerkannt.
In einem Schreiben an das Generalkapitel des Ordens im Jahre 1570 wird berichtet, dass trotz der Klosterauflösungen noch vier oder fünf Klöster der Karmeliten existieren. In seiner Antwort wies das Generalkapitel alle Karmeliten in Irland an, die verbliebenen Klöster aufzusuchen und weiterhin ihren Habit zu tragen, sofern sie nicht den Glauben aufgegeben hätten. Zu diesen Klöstern gehörte nach Einschätzung von O’Dwyer auch Ballinasmale.
Zur Säkularisierung gibt es mehrere Belege. Der Wert des Klosters wurde auf 13 Schilling und 4 Pence taxiert. 1585 soll das Kloster zusammen mit der Burg Brize an Francis Barkly übergeben worden sein. In einem weiteren Beleg findet sich der Hinweis, dass 1605 der Prior einen Teil des Landes zusammen mit der Mühle im Wert von 3 Schillingen abgeben musste. In seiner Zusammenstellung nennt Walter Harris 1745 Sir John King als Empfänger des Klosters. Gwynn und Hadcock gehen davon aus, dass dies 1605 oder 1606 erfolgt ist.

## Neugründung
Beginnend mit dem Jahre 1625 kamen Anhänger des 1593 gegründeten reformierten Ordens der Karmeliter, die sogenannten „unbeschuhten Karmeliter“, nach Irland. Der Versuch, einige der verwaisten Klöster der beschuhten Karmeliter zu übernehmen, führte bis zu einer Einigung im Jahr 1633 zu Konflikten zwischen den Orden. 1636 überließ der damalige Ordensgeneral der beschuhten Karmeliter, Theodore Stratius, Ballinasmale an Henry Murphy, bei dem es sich offenbar um einen unbeschuhten Karmeliter handelte. Dennoch wurde Ballinasmale von den unbeschuhten Karmelitern wieder aufgegeben, und das Kloster Loughrea blieb das einzige alte Kloster der beschuhten Karmeliten, das langfristig an die unbeschuhten Karmeliten fiel.
Zeitgleich begannen in Frankreich und Belgien Bemühungen, die irische Provinz der beschuhten Karmeliten wiederzubeleben. Eine führende Rolle hatte hier der irische Karmeliter William Tobin, der neben zwei flämischen Karmeliten in Waterford der einzige verbliebene beschuhte Karmeliter in Irland war. In einem Schreiben aus dem Jahr 1643 informierte William einen Interessenten, dass Ballinasmale zur Verfügung steht.
Der 1634 in Irland geborene und in Sevilla ausgebildete Karmeliter William Shee schrieb 1683 aus Dublin, dass er der einzige Karmeliter in Irland sei. Er wurde 1685 zum kommissarischen General für Irland ernannt und schickte in dieser Funktion mehrere neu aufgenommene Karmeliter zur Ausbildung auf den Kontinent, darunter auch Peter Hughes, der in Touraine studierte. Peter Hughes kehrte nach dem Tode von Wilhelm III. nach Irland zurück, wo es ihm gelang, Ballinasmale für die Karmeliter wieder in Besitz zu nehmen. Er nahm seinerseits wiederum Nachwuchs in den Orden auf, den er nach Frankreich oder Spanien zum Studium schickte.
Ab 1715 war Ballinasmale wieder ein Kloster. 1741 wurde im ersten Provinzkapitel des Ordens in Irland seit der Reformation John Burk als Prior von Ballinasmale gewählt. Zum Zeitpunkt der Wiederherstellung der irischen Provinz des Ordens im Jahr 1744 war Ballinasmale eines von 15 Klöstern der Karmeliter in Irland.

## Niedergang
Noch 1795 berichtet William Seward in seinem Werk Topographia Hibernica, dass das Kloster Ballinasmale ein umfangreiches Gebäude gewesen sei, wovon noch einige Teile zu sehen seien. Im Januar 1840 schreibt jedoch Richard Colgan als erster Definitor der irischen Provinz, dass das Haus von Ballinasmale in einem miserablen Zustand sei und die Kirche einer Scheune gleiche. Der Prior sei ein exzellenter Mann, jedoch zu alt und zu schwach, um dies zu ändern. Kürzlich sei jedoch ein junger Karmeliter zu ihm geschickt worden, der Grund für viel Hoffnung gäbe.
Der junge Karmeliter war John Carr, der auf dem Provinzkapitel im Jahr 1843 zum Prior von Ballinasmale gewählt wurde. Er wurde jedoch im folgenden Kapitel im Jahr 1846 zum Prior des Klosters Thergar bestimmt, wodurch der ältere Karmeliter John Lavin wieder alleine war. 1849 wurde Cornelius Crotty zum Prior von Ballinasmale ernannt. Crotty verblieb jedoch in Dublin und bat den Ordensgeneral in einem Schreiben um einen Transfer zu einem der reformierten Klöster in Irland oder um die Erlaubnis, zu den Trappisten wechseln zu dürfen, da die Karmeliter in Irland wie säkulare Priester leben würden. Entsprechend wird 1850 in einem Bericht nach Rom für Ballinasmale nur Lavin als inzwischen achtzigjähriger Karmeliter erwähnt. Im gleichen Jahr wird berichtet, dass Ballinasmale so arm sei, dass keine Steuern zu zahlen wären.
Im Oktober 1852 verstarb Lavin, und bereits im darauffolgenden Jahr wurde Ballinasmale als Karmeliter-Kloster aufgelöst.